# Gustavo Bebianno
Gustavo Bebianno Rocha (Rio de Janeiro, 18 de janeiro de 1964 — Teresópolis, 14 de março de 2020) foi um advogado e político brasileiro. Exerceu o cargo de ministro-chefe da Secretaria-Geral da Presidência da República em 2019.
Em 2014, Gustavo dispôs seus serviços como advogado para o então deputado federal Jair Bolsonaro, o que foi recusado de início. Entretanto, em 2017 sua ajuda foi aceita visando a seu apoio na campanha presidencial.
Depois de filiar-se ao PSL em 2018, Bebianno foi eleito vice-presidente nacional do PSL, tornando-se Presidente Nacional devido ao licenciamento de Luciano Bivar, presidente e fundador do partido. Com a eleição de Bolsonaro, Bebianno foi nomeado para assumir a Secretaria-Geral da Presidência da República em janeiro de 2019, deixando o cargo no mês seguinte após conflito com o vereador Carlos Bolsonaro, filho do presidente.
Morreu na madrugada do dia 14 de março de 2020, em Teresópolis, no estado do Rio de Janeiro, vitimado por um infarto fulminante.

## Biografia

### Formação e ingresso na política
Gustavo Bebianno formou-se em direito pela Pontifícia Universidade Católica do Rio de Janeiro (PUC-Rio) em 1990 e exerceu a advocacia junto ao escritório Sérgio Bermudes Advogados.
Em 2017, ofereceu seus serviços como advogado ao então deputado federal Jair Bolsonaro, que era pré-candidato à presidência da República. Bebianno tornou-se um dos principais colaboradores de Bolsonaro na campanha presidencial.
Filiou-se ao Partido Social Liberal (PSL) em janeiro de 2018 e articulou candidaturas da legenda para cargos legislativos estaduais e federais, além da candidatura de Bolsonaro. Também foi vice-presidente e presidente do PSL no mesmo ano.

### Secretaria-Geral da Presidência
Em 21 de novembro de 2018, quase um mês depois da vitória de Bolsonaro na eleição presidencial no Brasil em 2018, Bebianno foi indicado para ocupar a Secretaria-Geral da Presidência da República, substituindo Ronaldo Fonseca.
Em fevereiro de 2019, a Polícia Federal abriu inquérito para investigar o esquema de corrupção que ficou conhecido como o Laranjal do PSL. Bebianno disse que havia conversado com Jair Bolsonaro sobre o assunto, mas Carlos Bolsonaro, seu filho, veio a público numa rede social e desmentiu Bebianno, chamando-o de "mentiroso" na quarta-feira, 13 de fevereiro. Bebianno sustentou sua posição e disse à imprensa que não iria se demitir do cargo. Outros ministros, nos bastidores, defenderam Bebianno e trabalharam para sua permanência.
Bebianno conversou a portas fechadas com Jair Bolsonaro no fim da tarde de sexta-feira, e no final de semana declarou que havia perdido a confiança no Presidente, por este estar usando seus filhos em manobras políticas. Na segunda-feira, 18 de fevereiro, foi anunciada sua demissão. No dia seguinte à sua exoneração, a revista Veja publicou áudios de Jair Bolsonaro e Bebianno conversando durante a crise, o que mostraria que Bebianno não mentiu, contradizendo as afirmações do Presidente e seu filho.
Após sua saída do governo, Bebianno retornou à advocacia, manifestando intenção de disputar futuramente a eleição para a prefeitura do Rio de Janeiro.

### Pré-candidatura à prefeitura do Rio de Janeiro em 2020
No dia 5 de março de 2020, Gustavo Bebianno foi anunciado como pré-candidato à Prefeitura do Rio de Janeiro pelo Partido da Social Democracia Brasileira (PSDB). O anúncio foi feito por João Doria, na época governador de São Paulo, em evento que ocorreu na sede paulista do PSDB. Segundo Doria, a candidatura de Bebianno faria parte de uma estratégia nacional do partido visando a eleição presidencial de 2022. O lançamento oficial da candidatura aconteceria em 4 de abril de 2020 no Rio de Janeiro. Na época, o governador fluminense Wilson Witzel elogiou a pré-candidatura de Gustavo Bebianno ao cargo de prefeito do Rio de Janeiro e não descartou a formação, para o pleito, de uma chapa única entre o PSDB e o Partido Social Cristão (PSC), partido ao qual Witzel é filiado.

### Morte
Em 14 de março de 2020, Bebianno estava com seu filho em um sítio em Teresópolis. Por volta das 4 horas da manhã, sentiu-se mal e sofreu um desmaio, sendo então levado ao hospital de Teresópolis, onde foi tentada a reanimação, mas acabou falecendo em decorrência de um infarto. A morte foi confirmada publicamente pelo amigo e presidente do diretório fluminense do PSDB, Paulo Marinho. Bebianno tinha 56 anos.